# Џамија Јени
Џамија Јени (тур. Yeni Valide Camii) џамија је у истанбулској четврти Ускудар, грађена од 1708. до 1710, за Султанију Еметулах Рабију Гулнуш, мајку султана Ахмеда III.

## Архитектура
Џамија Јени је врло слична Рустем-пашиној џамији, иако је много већа. Има једну велику куполу, коју држе четири полукуполе и два бочна минарета. Чесма и отворена гробница мајке султаније, су изванредно лепи примери турске уметности. 